# Ханюкова, Екатерина Евгеньевна
Екатерина Евгеньевна Ханюко́ва (род. 4 июля 1989, Киев, Украина) — украинская артистка балета, лауреат нескольких международных конкурсов. В 2008—2012 годах — солистка балетной труппы Национальной оперы Украины, с 2014 года — солистка Английского национального балета (Лондон, Великобритания).

## Биография
Родилась в 1989 году в Киеве, в семье врачей. В возрасте четырёх лет начала заниматься в ансамбле народного танца «Украина».
В 2000 году поступила в Киевское хореографическое училище, где её первыми педагогами стали Любовь Гавриловна Ятченко, а затем Акимова[уточнить].
Будучи студенткой училища, принимала участие в нескольких международных конкурсах: в 2003 году — в V юношеском конкурсе классического танца «Фуэте Артека» (II премия), в 2006 году — в VI конкурсе артистов балета имени Сергея Лифаря (I премия; награду вручал Юрий Григорович), в 2007 году — в I конкурсе «Молодой балет мира» в Сочи (II премия). На протяжении всех лет обучения была стипендиаткой президента Украины.
В 2007 году окончила училище и была принята в балетную труппу Национальной оперы Украины. Дебютировала в театре, исполнив партию Клары в балете «Щелкунчик». Поначалу репетировала с Татьяной Белецкой, затем перешла к педагогу Алле Лагоде, с которой подготовила практически весь репертуар. Среди партнёров балерины были Виктор Ищук, Сергей Сидорский, Андрей Писарев.
Параллельно с работой в театре Екатерина получала высшее образование, поступив в Педагогический университет имени М. П. Драгоманова. В 2011 году защитила диплом, получив степень магистра по специальности «хореография» с квалификацией балетмейстер-педагог классического танца, учитель хореографии и художественной культуры.
В 2011 году вместе в паре с Андреем Писаревым участвовала в IV Корейском международном балетном конкурсе в Сеуле, где получила золотую медаль в старшей группе. Из Сеула Екатерина полетела в Токио — вместе с другими артистами балета Национальной оперы Украины она участвовала в благотворительном гала-концерте Владимира Малахова, направленном на оказание помощи Японии после аварии на атомной станции «Фукусима».
Весной 2012 года стала одним из трёх лауреатов украинской премии «Человек года — 2011» в номинации «деятель искусств». В июне того же года в паре с Сергеем Сидорским участвовала в III Международном конкурсе артистов балета в Стамбуле (Турция), где завоевала I премию среди женщин. На заключительном гала-концерте всего после одной совместной репетиции исполнила па-де-де из балета «Корсар» вместе с обладателем гран-при Мэком Бруклиным.
В 2014 году Екатерина переехала в Лондон, где стала солисткой Английского национального балета. В марте 2015 года попала в число восьми артистов, отобранных для участия в VI ежегодном внутреннем конкурсе труппы English National Ballet's Emerging Dancer Award. Её партнёр Джеймс Стритер был вынужден сняться с конкурса из-за травмы, и Екатерина танцевала Па-д’Эсклав из балета «Корсар» с Кеном Сарухаши (Ken Saruhashi); также она исполнила соло Continuance в хореографии Кристофера Марни.
Весной 2016 года балерина учредила стипендию для иногородних учащихся родного хореографического училища. Она регулярно приезжала в Киев для участия в спектаклях Национальной оперы. Танцевала здесь «Шехеразаду» и «Пахиту» (с Франсуа Алю), «Жизель» и «Лебединое озеро» (с Джеффри Сирио), дуэт из «Манон» (с Айтором Арриетой).
В июле 2019 года была продвинута на положение первой солистки. В 2020 году стала лауреатом Национальной танцевальной премии английских критиков в номинации «лучшее исполнение партии в балетном спектакле» — за роль Фриды в балете «Сломанные крылья».
В марте 2022 года должна была участвовать в «звёздном» гала-концерте Ballet Icons Gala, приуроченном к 150-летию со дня рождения Сергея Дягилева — вечер в лондонском Колизее был отменён в связи с вторжением России на Украину. В феврале 2023 года участвовала в Ballet Icons Gala вместе с Айтором Арриетой.

## Награды и премии
- 2003 – II премия V Международного юношеского конкурса классического танца Юрия Григоровича «Фуэте Артека», Артек
- 2006 – I премия и звание лауреата IV Международного конкурса артистов балета имени Сергея Лифаря, Киев
- 2007 – II премия I Международного конкурса «Молодой балет мира», Сочи
- 2011 – золотая медаль IV Корейского международного балетного конкурса, Сеул
- 2012 – I премия III Международного конкурса артистов балета в Стамбуле
- 2012 – лауреат премии «Человек года – 2011» в номинации «деятель искусств», Украина
- 2020 — Национальная танцевальная премия[англ.] Круга английских критиков в номинации «лучшее исполнение партии в балетном спектакле» (за исполнение партии Фриды в балете «Сломанные крылья»)

## Репертуар
- Клара, «Щелкунчик» в постановке Валерия Ковтуна
- Джульетта, «Ромео и Джульетта»
- Китри, «Дон Кихот»
- Белоснежка, «Белоснежка и семь гномов»
- принцесса Аврора, «Спящая красавица»
- Одетта-Одиллия, «Лебединое озеро»
- Медора, Гюльнара, «Корсар»
- Жизель, «Жизель»
- 2023 — Клементина, «Золушка» Кристофера Уилдона (новая постановка для сцены Альберт-холла)